# No Hate Speech Movement Deutschland
Das No Hate Speech Movement Deutschland (deutsch: No Hate Speech Kampagne, inoffiziell auch unter Bundestrollamt für gegen digitalen Hass) ist eine internationale Kampagne gegen Hassrede (engl. Hate Speech) im Netz, speziell in sozialen Netzwerken.
Die Jugendbewegung wurde 2013 durch den Europarat initiiert. Seitdem gibt es in vielen europäischen Staaten, aber auch in Marokko, Mexiko und Kanada nationale Ableger. Insgesamt ist die Bewegung in mehr als 40 Ländern aktiv. Dabei richtet sie sich zum einen an junge Netzaktivisten und an junge Internetnutzer im Allgemeinen; seit 2017 richtet sie sich verstärkt auch an Medienschaffende.
Seit 2016 koordiniert der Verein Neue Deutsche Medienmacher die Bewegung in Deutschland. Am 22. Juli 2016 – dem internationalen Aktionstag für die Betroffenen von Hasskriminalität – ging die Internetseite vom No Hate Speech Movement Deutschland online.

## Ziele
Das Hauptziel des No Hate Speech Movements ist es, die Perspektive der von Hassrede Betroffenen aufzuzeigen, sie zu bestärken (empowern) und sich mit ihnen zu solidarisieren. Es geht hierbei darum, die negativen Konsequenzen von Hassrede sichtbar zu machen, um ein Bewusstsein dafür zu schaffen. Um dieses Ziel zu erreichen, soll die große Mehrheit der Internetnutzer dazu ermutigt werden, sich der Hassrede entgegenzustellen. Dafür stellt das No Hate Speech Movement Deutschland auf seiner Website Memes, GIFs und Videos für die praktische Gegenrede zur Verfügung. Dort finden sich auch weiterführende Informationen zu den Themen Hassrede, relevante Gesetzgebung, Gegenrede und Prävention gegen Hate Speech. Außerdem bietet die Website einen Überblick über Stiftungen, Initiativen, Projekte etc., die sich in diesem Bereich engagieren.
Seit 2017 konzentriert sich das No Hate Speech Movement Deutschland zusätzlich auf Hate Speech in den Online-Kommentarspalten diverser Medien und gegen Medienschaffende selbst. Das No Hate Speech Movement will einen besseren Umgang mit Hate Speech in den Webpräsenzen der Medien erreichen. Dabei greift das Movement auf das Wissen und die Erfahrung von Journalisten und Experten zurück. Ende 2017 wurde dafür ein Leitfaden zum Umgang mit Hass im Netz veröffentlicht. Dieser unterstützt Online- und Community-Redaktionen sowie Social-Media-Manager beim Umgang mit Hate Speech.

## Zielgruppe
Die Kampagne spricht verschiedene Zielgruppen an, allen voran junge Menschen. Diese sollen für das Thema sensibilisiert und mobilisiert werden. Darüber hinaus adressiert die Kampagne zivilgesellschaftliche Organisationen, aber auch politische Akteure und Aktivisten. Seit 2017 liegt ein besonderer Fokus auf Hate Speech gegenüber den Medien. Daher sind auch Journalisten im Beruf und in der Ausbildung eine wichtige Zielgruppe des No Hate Speech Movements. Hier profitiert die Kampagne von der Kompetenz und dem Netzwerk der Neuen deutschen Medienmacher.

## Tätigkeiten der Kampagne
Die Tätigkeiten der Kampagnen beziehen sich sowohl auf die virtuelle, als auch auf die Offline-Welt. Online werden über die Website Informationen zur Verfügung gestellt, die es Internetnutzern erleichtern, Hate Speech zu kontern, sich gegen Hate Speech zu engagieren und sich weiter über diesen Themenbereich zu informieren. Im Oktober 2016 war das No Hate Speech Movement die erste Seite (im Bereich der politischen Bildung), die Informationen zum Thema Hate Speech in leichter Sprache veröffentlichte. Zusätzlich wurde im November 2016 eine englische Übersetzung der Seite hochgeladen. Darüber hinaus ist das Movement auf den Online-Plattformen Twitter, YouTube, Instagram und Facebook vertreten.
Neben den Online-Aktivitäten biete das No Hate Speech Movement Deutschland Workshops und Vorträge an und ist auf relevanten journalistischen, Internet-, Social-Media-, Menschenrechts- und Demokratiekonferenzen vertreten. Darunter beispielsweise, die re:publica, die TINCON, der Tag der offenen Tür der Bundesregierung und dem Fachaustausch „Gegenrede“. Das No Hate Speech Movement Deutschland lädt einmal im Jahr zum Treffen des nationalen Kampagnen Komitees ein, an dem viele unterschiedlichen Akteure gegen Hass im Netz zusammenkommen, darunter unter anderem der DFB, das BMFSFJ, das Auswärtige Amt, die Amadeu Antonio Stiftung, jugendschutz.net, klicksafe, #ichbinhier und Fearless Democracy. Im Jahr 2017 thematisierte zudem die Bundespressekonferenz der Neuen deutschen Medienmacher e. V. unter dem Motto „HATE. SO SAD.“ das Thema Hate Speech und den Umgang von Journalisten damit.
Ein Zeichen für die positive Rezeption der Tätigkeiten und der Kampagne insgesamt ist die No Hate Speech Movement Postkarte mit dem Slogan „Hass ist keine Meinung“, unter anderem publizierte Renate Künast unter diesem Slogan im August 2017 ihr Buch „Hass ist keine Meinung“. Auch international wurde die deutsche Umsetzung der Bewegung gut aufgenommen: Im Vergleich ist die deutsche Kampagne die zweitgrößte; der oben genannte Slogan wurde am 10. Dezember 2016 zum Internationalen Tag der Menschenrechte von anderen nationalen No-Hate-Speech-Bewegungen adaptiert und übersetzt. Dazu kommen die Gefällt-mir-Angaben auf Facebook (über 21.000 Stand September 2019) und die Follower-Zahlen auf Twitter (rund 4.000 Stand September 2019) und Instagram (2.300 Stand September 2019). Auf YouTube wurden die verschiedenen Videos des No Hate Speech Movement Deutschlands mehr als 72.000 mal aufgerufen (Stand September 2019).

## Netzwerk des No Hate Speech Movement Deutschlands
Das No Hate Speech Movement Deutschland ist beim Trägerverein Neue deutsche Medienmacher e. V. angesiedelt. Dieser Verein initiierte und koordiniert seit 2016 das No Hate Speech Movement Deutschland im Auftrag des Bundesministeriums für Familie, Senioren, Frauen und Jugend. In der Anfangsphase riefen die Neuen deutschen Medienmacher das nationale Komitee der No Hate Speech Kampagne ins Leben und konnten zahlreiche Partner und Unterstützer für ihr Netzwerk gewinnen. Im Komitee sind 44 Akteure versammelt und multiplizieren die No Hate Speech Bewegung in ihrem jeweiligen Arbeits- und Wirkungskreis. Darunter sind staatliche Stellen (z. B. die Antidiskriminierungsstelle des Bundes, das Auswärtige Amt, das BMFSFJ, die Integrationsbeauftragte der Bundesregierung und die Bundeszentrale für politische Bildung), Bundestagsabgeordnete aller Fraktionen, zivilgesellschaftliche Organisationen, die bereits zum Thema Hassrede oder Hate Speech arbeiten (z. B. die Amadeu Antonio Stiftung, klicksafe, RomaDay und jugendschutz.net), Nichtregierungsorganisationen, die sich gegen Diskriminierung engagieren (z. B. Amaro Drom, Bundesvereinigung trans*, Lesben- und Schwulenverband in Deutschland und Salaam-Schalom), Jugendorganisationen (z. B. Deutscher Bundesjugendring, AYUDH Europe, Junge Europäische Föderalisten, die Fachstelle für Internationale Jugendarbeit der Bundesrepublik Deutschland, Servicestelle Jugendbeteiligung, die Muslimische Jugend u. a.), Netzaktivisten (z. B. Anne Wizorek, Kübra Gümüşay und Raul Krauthausen) und viele weitere.